# Championnats d'Afrique de 470
Les championnats d'Afrique de 470 sont une compétition de sport nautique opposant des skippers africains en 470. La première édition a lieu en 2016

## Éditions
| Année | Lieu   | Dates              |
| ----- | ------ | ------------------ |
| 2016  | Le Cap | janvier 2016       |
| 2020  | Angola | 12-18 janvier 2020 |

## Palmarès

### Hommes
| Éditions | Or                                       | Argent                                     | Bronze                                       |
| -------- | ---------------------------------------- | ------------------------------------------ | -------------------------------------------- |
| 2016     | Afrique du Sud Asenathi Jim Roger Hudson | Afrique du Sud Sibusiso Sizatu Alex Burger | Afrique du Sud Brevan Thompson Alexander Ham |
| 2020     | Angola Matias Montinho Paixão Afonso     | Angola Francisco Artur Edivaldo Torres     | Angola Paulo Amaral Lucio Felgueira          |

### Femmes
| Éditions | Or                                       | Argent                               | Bronze        |
| -------- | ---------------------------------------- | ------------------------------------ | ------------- |
| 2020,    | Mozambique Denise Parruque Maria Machava | Angola Domingas Huambo Isabel Afonso | Non attribuée |